# نووودنیستروفسک
شهر نووودنیستروفسک (به روسی: Новодністровськ) در استان چرنیوتسی در کشور اوکراین واقع شده‌است. جمعیت این شهر ۱۰٬۳۴۲ نفر  است (بر پایه سرشماری سال ۲۰۰۱).